# Kantanka Automobile
Kantanka Automobile — ганская автомобильная компания, основанная в 1992 году. Предприятие было зарегистрировано как компания с ограниченной ответственностью, занимающаяся производством компонентов для автомобилестроения, их комбинаций с другими деталями,  компонентами от других поставщиков. В 1998 году был изготовлен первый полностью собранный блок (CBU), где было использовано более 75% местных компонентов местного производства, включая блок двигателя. К 2006 году был выпущен первый внедорожник Onantefo.
Автомобили Kantanka собираются в Гане из разборных комплектов, поставляемых китайской фирмой (возможно, Foday) через Chongqing Big Science & Technology.
Квадво Сафо Кантанка также является основателем церкви Кристо Асафо (Христос-реформатской), движения Седьмого дня в Гане.

## Модели
Ассортимент автомобилей Kantanka включает в себя как седан, так и полный привод.
- Kantanka Nkunimdie SUV[3].
- Kantanka Omama Pickup — Foday Lion[4].
- Кантанка Онантефо (внедорожник ) — Foday Landfort.
- Внедорожник Otumfuo[5].
- Kantanka K71 (маленький внедорожник) — Brilliance Jinbei S30.
- Кантанка Амоанимаа.
- Кантанка Менса.
- Kantanka Omama 4x4[6].

## Военная техника
Утверждается, что Kantanka производила военную технику: бронетранспортеры, танки и вертолеты. Однако эти устройства, похоже, используют фейерверки в качестве основного оружия. Они также разработали боевые экзоскелеты, которые, по-видимому, служат больше реквизитом для костюмов, чем настоящими системами оружия. суперсолдаты-не выиграют-конкурс костюмов на Хэллоуин в старшей школе.
Kantanka представила бронированный автомобиль с дальномером на Ежегодной выставке технологий 2018 года в Школе искусств и наук им. Апостола Сафо.
Ассортимент военной техники Kantanka включает в себя как воздушные, так и наземные машины, а также пехотную технику.

## Модели
- Kantanka-ABV, бронированный автомобиль из слитков, предназначенный для использования в качестве полицейского внедорожника (пуленепробиваемое стекло и броня, на основе Kantanka Onantefo);
- Kantanka-КТК2, Вертолет (показан только макет) — Один экипаж, Ракетный ударный вертолёт;
- Kantanka-KTK Car, 4-колесная легкая боевая платформа — беспилотный беспилотный летательный аппарат;
- Kantanka-САУ, 4-колесная боевая артиллерия, — 3 члена экипажа/3 пассажира, главное орудие и бортовые ракетные установки;
- Kantanka-ACCRA APC, 8-колесный боевой бронетранспортер, (высота 4 метра/13 футов), 4 экипажа, 20 пассажиров;
- Kantanka-GLITZ Walker, двуногий механизированный Chicken Walker;
- Kantanka-пехотный экзоскелет, пассивно приводимый в действие с помощью веса снаряжения и гидравлики (заявлено)[9].